# Tetragnatha beccarii
Tetragnatha beccarii är en spindelart som beskrevs av Lodovico di Caporiacco 1947. Tetragnatha beccarii ingår i släktet sträckkäkspindlar, och familjen käkspindlar.
Artens utbredningsområde är Guyana. Inga underarter finns listade i Catalogue of Life.